# Dystasiopsis spiniscapus
Dystasiopsis spiniscapus is een keversoort uit de familie boktorren (Cerambycidae). De wetenschappelijke naam van de soort is voor het eerst geldig gepubliceerd in 1941 door Breuning & de Jong.